# Вівсянка рудошия
Вівсянка рудошия (Emberiza yessoensis) — вид горобцеподібних птахів родини вівсянкових (Emberizidae).

## Поширення
Вид поширений у Приморському краї Росії, в Японії (Хонсю, Кюсю та Хоккайдо), Китаї (Хейлунцзян) і Монголії. Зимує у Кореї та на півдні Китаю. Його природні місця проживання — помірні луки та болота.